# Wilhelm Pockels

Wilhelm Pockels

Wilhelm Pockels (* 19. Juli 1832 in Wolfenbüttel; † 13. Januar 1904 in Braunschweig) war von 1879 bis 1904 Oberbürgermeister der Stadt Braunschweig.

## Leben und Werk
Wilhelm Pockels war Sohn des Wolfenbütteler Stadtrates Wilhelm Pockels († 1876). Dieser arbeitete ab 1833 in Holzminden als Kreisdirektor, wo der Wilhelm Pockels das Gymnasium besuchte. Nach seinem Abitur studierte er von 1850 bis 1853 Rechtswissenschaft an der Universität Göttingen, wo er sich dem Corps Brunsviga anschloss. Ab dem 1. Oktober 1853 diente Pockels beim Herzoglich Braunschweigischen Feldkorps in Braunschweig. Nachdem er das erste juristische Staatsexamen bestanden hatte, wurde er im Januar 1854 Rechtskandidat am herzoglichen Stadtgericht in Braunschweig. Ende jenes Jahres wurde er auf seinen Wunsch hin an das Amtsgericht in Holzminden versetzt; später arbeitete er als Jurist bei der Staatsanwaltschaft in Holzminden. Am 26. Januar 1858 wurde er Bürgermeister von Seesen, wobei er einstimmig gewählt wurde. Während der vierjährigen Amtszeit legte er im Juli 1859 sein zweites juristisches Staatsexamen ab. In Seesen wurde er am 1. Dezember 1863 zum Ehrenbürger ernannt.
Am Folgetag begann er eine Tätigkeit als Polizeiassessor Braunschweig. Im Mai 1873 wurde Pockels zum Direktor der Wolfenbütteler Gefangenenanstalt ernannt. In Wolfenbüttel wurde er 1875 auch zum Stadtverordneten gewählt. Am 20. Februar 1878 wurde er Polizeidirektor in Braunschweig, bevor er dort im März 1879 zum Oberbürgermeister als Nachfolger Heinrich Casparis gewählt wurde. er gewann die Wahl im zweiten Wahlgang mit 17 von 33 Stimmen gegen seinen Gegenkandidaten Rittmeyer, den Schwiegersohn des vorherigen Oberbürgermeisters war. am 1. Mai 1879 trat er sein Amt an. Pockels war ab 1881 Mitglied des Braunschweigischen Landtages, dessen Präsident er 1898 wurde. Am 9. Juli 1897 wurde ihm die Ehrendoktorwürde der juristischen Fakultät der Universität Göttingen verliehen.

### Braunschweig wird Großstadt
Im Jahre 1890 überschritt die Einwohnerzahl die Grenze von 100.000, womit Braunschweig zur Großstadt wurde. Der unter seinem Amtsvorgänger Caspari begonnene notwendige Ausbau der Infrastruktur wurde unter Pockels fortgesetzt. Die städtische Kanalisation und die Rieselfelder wurden ab 1879 angelegt, 1887 erfolgte die Eröffnung des Hauptfriedhofs und im Jahre 1900 wurde das von Ludwig Winter entworfene neue Rathaus fertiggestellt. Es wurden mehrere Schulbauten errichtet und Parkanlagen wie der Prinz-Albrecht-Park (ab 1903) geschaffen. Für die Erschließung der Außenstadt wurde 1889 durch den Stadtgeometer F. Knoll ein Ortsbauplan entworfen.
Nach ihm ist seit 1905 die Pockelsstraße im zentralen Campusbereich der Technischen Universität Braunschweig benannt.

## Familie
Pockels war zweimal verheiratet. Sechs Jahre nachdem seine erste Frau Fanny am 15. August 1864 gestorben war, heiratete er Susanne Weinkauff. Mit ihr hatte er sieben Kinder.